# Anton Kaulbach

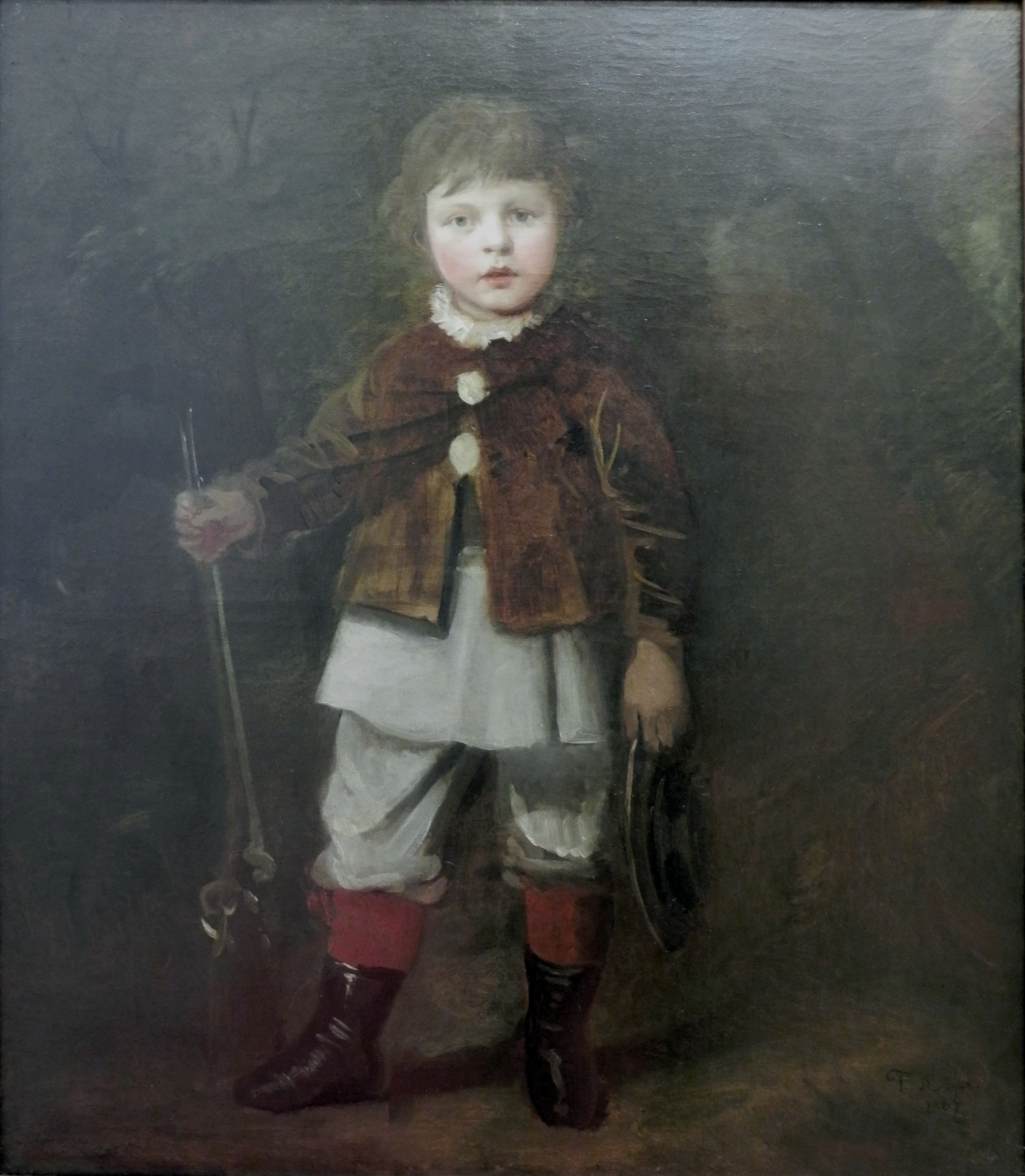
Anton Kaulbach als Knabe,
Porträtgemälde seines Bruders F. A. Kaulbach, Niedersächsisches Landesmuseum Hannover

Wilhelm Anton Kaulbach (* 8. August 1864 in Hannover; † 23. April 1934 in Berlin-Lichtenrade) war ein deutscher tauber Kunstmaler.

## Leben
Anton Wilhelm (auch Paul Anton oder Anton Paul) Kaulbach wurde als Sohn des Künstlers Friedrich Kaulbach und dessen dritten Frau Marie, geb. Wellhausen, geboren. Die Schriftstellerin Isidore Kaulbach und die Malerin Antonie Kaulbach waren seine Schwestern, die Maler Friedrich August und Sigmund Kaulbach (1854–1894) seine Halbbrüder.
Er ertaubte im Kindesalter und besuchte deshalb die 1829 von Georg August Kuckuck gegründete Hildesheimer Taubstummenanstalt (heute LBZH Hildesheim). Er blieb neun Jahre dort und war während dieser Zeit bei Pflegeeltern in Hildesheim untergebracht.
Seine erste künstlerischen Erfahrungen sammelte er bei seinem Vater. 1882 holte sein Halbbruder Friedrich August Kaulbach ihn nach München, wo er bei diesem und bei anderen Malerei an der Kunstakademie München studierte. 1883 trat er dem Taubstummenclub „Monachia Gruß“ in München bei und war dort 2. Revisor bis 1889. 1884 porträtierte er den Maler Georg Müller vom Siel. Das Gemälde ist heute Teil der Sammlung des Landesmuseums für Kunst und Kulturgeschichte Oldenburg. 1888 war Kaulbach auf der Münchener Jubiläumsausstellung im Königlichen Glaspalast vertreten mit dem Werk Zwei Schachspieler. 1890 malte er Samuel Heinicke. Das Gemälde hängt heute an der linken Wand des Kirchenschiffs der St. Johannis-Kirche in Hamburg-Eppendorf. In der Zeitschrift Die Gartenlaube erschien am Jahresende 1892 in Heft 28 als Kunstbeilage der mehrfarbige Druck eines Studienkopfes von ihm mit dem Titel Ilse. 
Anton Kaulbach schuf hauptsächlich Porträts, doch widmete er sich auch der Genremalerei. 
In den Jahren 1895 bis 1898 wohnte er im Hamburger Stadtteil St. Georg am Steindamm 12–14, 1899 und 1900 im Stadtteil Hamburg-Eilbek in der Wandsbeker Chaussee 211. Ab 1901 wohnte Kaulbach in Berlin; bis 1929 mit Wohnsitz Kaiserplatz 13 (seit 1950 Bundesplatz). 1903 malte er seinen Vater Friedrich Kaulbach in dessen 81. Lebensjahr. 1906 beteiligte sich Kaulbach an der Weihnachts-Ausstellung im Kunstverein in Hamburg. 1907 stellte er ein Porträt und ein Gemälde, das ein Mädchen mit Mohnblumen zeigte, bei einer Ausstellung in Witten, die der Verein für Orts- und Heimatkunde in der Grafschaft Mark veranstaltete, aus. 1908 porträtierte er den ebenfalls gehörlosen Maler Heinrich Fick. Das Gemälde hängt heute im Doku- und Bildungszentrum zur Bayerischen Geschichte der Gehörlosen beim Landesverband Bayerns der Gehörlosen e. V. in München. Im Schreiberschen Haus oder im Kaulbach-Haus in Bad Arolsen sind ebenfalls Werke von Anton Kaulbach zu finden.
Am 20. August 1898 heiratete er in Schöneberg Eva Bohl (* 1. Mai 1878 in Grabow; † 2. Januar 1953 in Hamburg), das Paar hatte zwei Kinder, Franz Kaulbach (* 1899 in Hamburg; † 1967 in Kiel) und Gisela Thoelke-Kaulbach, die später die Echtheit von Kunstwerken Kaulbachs bestätigte. Teilweise wurde 1931 und 1932 die Echtheit von Gemälden Kaulbachs auch scheinbar durch einen Berliner Notar mit einer auf der Rückseite der Leinwand angeklebten, sogenannten Echtheitsurkunde beglaubigt.

## Werke (Auswahl)

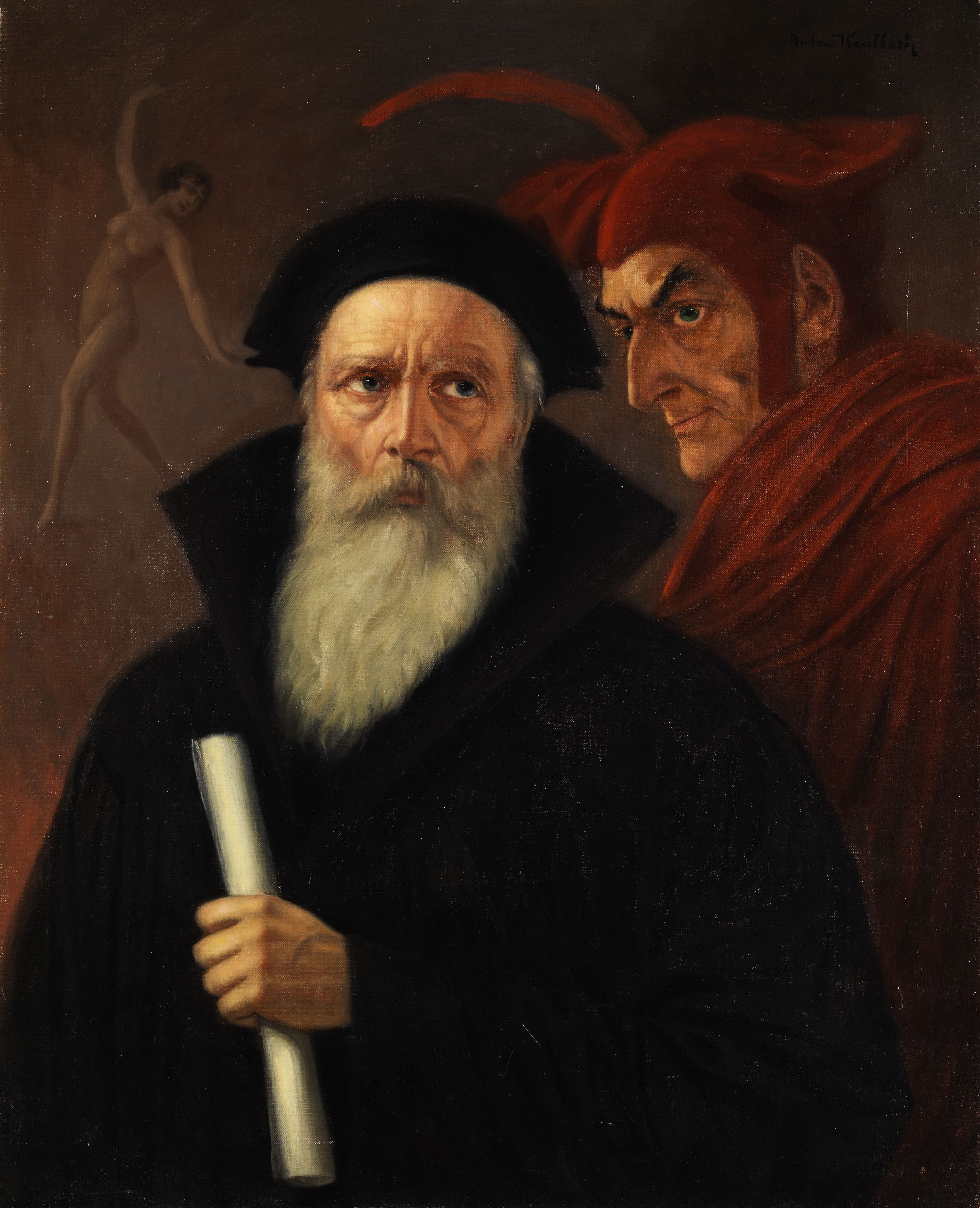
Faust und Mephisto, um 1900
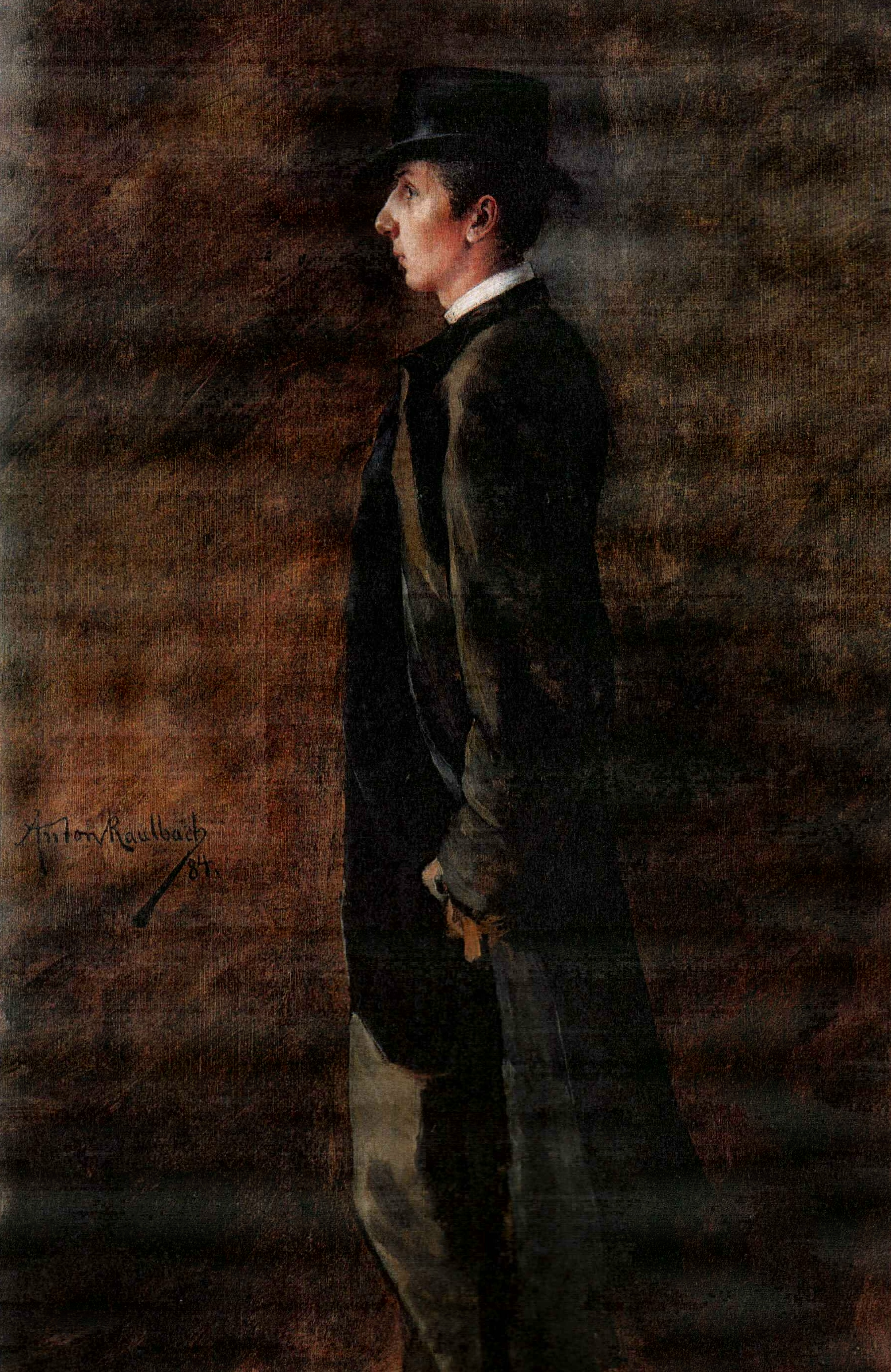
Georg Müller vom Siel, 1884
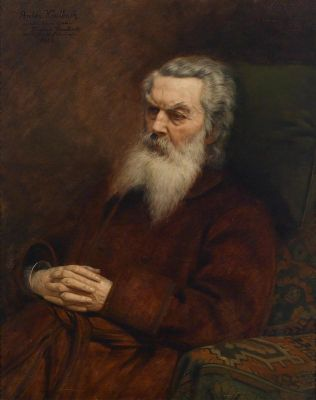
Friedrich Kaulbach, 1903
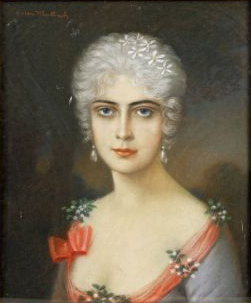
Agnes Gräfin von Esterházy, um 1925
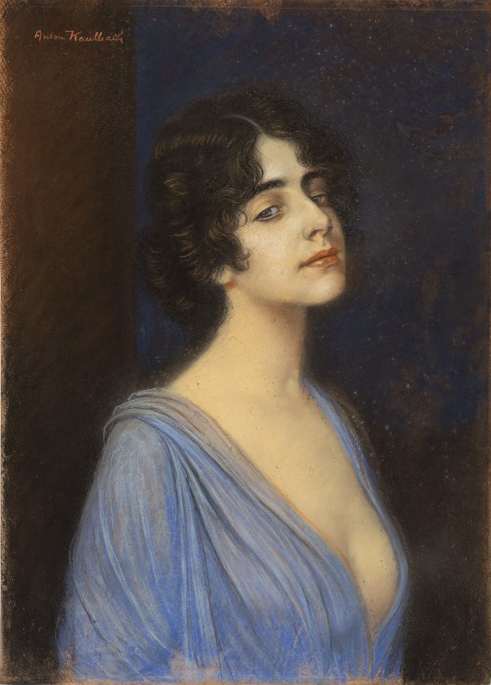
Damenporträt, 1916

## Ehrungen
1902 wurde er in der von Heinrich Fick gegründeten Taubstummengesellschaft „Hufeisen – Kunst und Handwerk“ in München zum Ehrenmitglied erhoben.